# Ottu
Ottu är ett sydindiskt musikinstrument liknande oboe. Instrumentet finns i olika storlekar, har 4 eller 5 hål och munstycke med dubbla rörblad. Pipan är gjord av trä och klockan i brons. Instrumentet är längre än en nadaswaram, som annars är i stort samma instrument.
Instrumentet används för bordun i ett tempelensemble bestående av flera nadaswaram och trummor.